# 傑漢·卡塔爾特普
傑漢·塞維姆·卡塔爾特普是一名美國天文學家，羅徹斯特理工學院副教授兼多波長天文物理實驗室主任。她的研究涉及觀測天文學和星系演化。她是在詹姆斯·韋伯太空望遠鏡上進行的宇宙演化早期發布科學調查和COSMOS-Webb調查的首席研究員。

## 早年生活和教育
卡塔爾特普來自德克薩斯州聖安東尼奧。她曾在柯蓋德大學學習物理，主修天文學，閒暇時使用校園裡的16吋望遠鏡。後來，她來到夏威夷大學馬諾阿分校攻讀研究所。2005年，她完成碩士學位，並開始攻讀博士學位，研究宇宙領域的星系。獲得博士學位後，卡塔爾特普被任命為美國國家光學天文台的博士後研究員，在那裡工作了兩年後，她被任命為哈伯研究員。在美國國家光學天文台，卡塔爾特普研究了星系合併和活躍星系核在超亮度紅外線星系中的相互聯繫作用。

## 職業生涯
2015年，卡塔爾特普加入羅徹斯特理工學院，擔任多波長天文物理實驗室主任。她是宇宙大會近紅外線深河外星系遺產巡天（CANDELS）合作計畫的創始人之一。
她是宇宙演化早期釋放科學調查（CEERS）的領導成員之一。CEERS是使用詹姆斯·韋伯太空望遠鏡進行觀測的首批合作項目之一，旨在更好地了解110億至130億年前光度紅移在3到9之間的星系的豐度。她的另一個JWST專案COSMOS-Webb使用近紅外線照相機勘測了大片天空。它將這些數據與同時拍攝的中紅外線影像結合。COSMOS-Webb可望探測大質量星系形成的最初時刻，並利用弱透鏡繪製早期階段的暗物質分布圖。它將有助於識別第一批完全進化的星系，這些星系在宇宙大爆炸後的最初20億年中不再活躍。COSMOS-Webb在JWST上的觀測時數最多。卡塔爾特普透過COSMOS-Webb的首次觀測發現了比預期多得多的早期星系，這表明宇宙的膨脹速度比預期的要快
在從事研究工作的同時，卡塔爾特普也致力於科學交流和推廣。她在2022年圍牆倒下會議上發表了關於詹姆斯·韋伯太空望遠鏡設計的演講。

## 部分出版
- Norman A. Grogin; Dale D. Kocevski; S. M. Faber;  et al. . The Astrophysical Journal Supplement Series. 2011-12-01, 197 (2): 35. Bibcode:2011ApJS..197...35G. ISSN 0067-0049. arXiv:1105.3753 . doi:10.1088/0067-0049/197/2/35. Wikidata Q58474370 （英语）.
- Jeyhan S. Kartaltepe; Mark Dickinson; David M. Alexander;  et al. . 天文物理期刊. 2012-08-31, 757 (1): 23. Bibcode:2012ApJ...757...23K. ISSN 0004-637X. arXiv:1110.4057 . doi:10.1088/0004-637X/757/1/23. Wikidata Q57710886 （英语）.
- O. Ilbert; P. Capak; M. Salvato;  et al. . 天文物理期刊. 2008-12-08, 690 (2): 1236–1249. Bibcode:2009ApJ...690.1236I. ISSN 0004-637X. arXiv:0809.2101 . doi:10.1088/0004-637X/690/2/1236. Wikidata Q58035691 （英语）.